# Neotheronia surinamensis
Neotheronia surinamensis är en stekelart som beskrevs av Krieger 1905. Neotheronia surinamensis ingår i släktet Neotheronia och familjen brokparasitsteklar. Inga underarter finns listade i Catalogue of Life.